# Beleris
Els beleris (francès béléris) eren una tribu dels bambares que habitava la regió de Bélédougou, situada a l'est de Kita en direcció a Bamako.
Al sortir de Kita la columna francesa de Joseph Gallieni va entrar al Bélédougou, un estat bambara qui s'estenia entre el massís de Kita i el riu Níger. Sabedors que els francesos anaven a Ségou per oferir regals a Ahmadu, els béléris, tribu de bambares hostils als tuculors, van acollir el destacament amb malfiança i mostrant-se cada cop més hostils. El 5 de maig a Guissoumélé només van donar queviures a canvi de visites gratuïtes del metge Bayol; el dia 6, a Ouoloni, el cap va refusar aportar guies i aldarulls van esclatar entre els habitants i la rereguarda; l'endemà la columna va haver d'acampar al bosc, i el dia 8 se'ls va prohibir entrar a Guinina, protegida per gent armada; els indígenes, alertats per un possible botí, s'havien reunit en nombre de més de 2000. L'11 de maig la columna va arribar a Dio a uns 5 km del Níger. Al sortir d'aquesta població la columna fou traïda pel guia que la va portar a un lloc de selva espessa on fou atacada pels bambares. La columna va abandonar el comboi a mans dels indígenes i es va obrir pas a través dels grups bambares fins a arribar al Níger seguits a 200 metres per guerrers béléris; les baixes foren de 38 homes morts i 16 ferits; no disposaven ni de municions, ni queviures ni medicaments. Gallieni va poder arribar a Bamako.
Els 1884 els bambares de Nyamina (al nord-est de Bamako) en lluita contra els tuculors, van rebre ajuts dels beleris.